# Cantó de Neuville-de-Poitou
El cantó de Neuville-de-Poitou és un cantó francès del departament de la Viena, situat al districte de Poitiers. Té 11 municipis i el cap és Neuville-de-Poitou.

## Municipis
- Avanton
- Blaslay
- Chabournay
- Charrais
- Cheneché
- Cissé
- Marigny-Brizay
- Neuville-de-Poitou
- Vendeuvre-du-Poitou
- Villiers
- Yversay

## Història
| Data d'elecció                           | Identitat      | Partit | Qualitat |
| ---------------------------------------- | -------------- | ------ | -------- |
| 1945-19..                                | M. Marcouy     | SFIO   |          |
| 19..-1967                                | Daniel Ouvrard | RGR    |          |
| 1967-1973                                | René Métayer   | UDR    |          |
| 1973-2004                                | Serge Chamoret | PS     |          |
| 2004-                                    | Yves Rouleau   | PS     |          |
| les dades anteriors no són pas conegudes |                |        |          |
|                                          |                |        |          |

## Demografia
| A partir de 1990: Població sense dobles comptes |